# Fátima Belo
Maria de Fátima Duarte Gueifão Belo (Lisboa, 29 de Maio de 1967) é uma actriz portuguesa.

## Televisão
- Protagonista, Júlia Dantas em Aqui Tão Longe, RTP 2015/2016
- Actriz convidada, Francisca em Coração d'Ouro, SIC 2015
- Elenco fixo, Beatriz em Sol de Inverno, SIC 2013/2014
- Elenco fixo, Carolina Nogueira em Sinais de Vida, RTP 2012-2013
- Elenco fixo, Natália Mendonça em Depois do Adeus, RTP 2012
- Elenco fixo, Mónica em Voo Directo, RTP 2010
- Elenco fixo, Maria da Anunciação em A Sagrada Família, RTP 2010
- Elenco fixo, Dina em Perfeito Coração, SIC 2009
- Actriz convidada em Liberdade 21, RTP 2008
- Elenco fixo, Teresa Lisboa num episódio de Casos da Vida (2008), TVI 2008
- Elenco fixo, Cláudia Castelão em Rebelde Way, SIC 2007-2008
- Actriz convidada, Instrutora em Conta-me Como Foi, RTP 2007
- Elenco fixo, Inspectora Graça em Inspector Max, TVI 2003-2005
- Elenco adicional, Lúcia em O Último Beijo, TVI 2002
- Elenco adicional, em Um Estranho em Casa, RTP 2001
- Actriz convidada em Insólitos, RTP 2001
- Elenco fixo, Fernanda em Bastidores, RTP 2001
- Actriz convidada, Odete em Super Pai, TVI 2001
- Actriz convidada em Crianças SOS, TVI 2000
- Elenco fixo, Helena em Residencial Tejo, SIC 1999-2000
- Elenco adicional, Rita em Cruzamentos, RTP 1999
- Actriz convidada, Eva em O Fura-Vidas, SIC 1999
- Participação especial, Beatriz (jovem) em A Lenda da Garça, RTP 1999
- Elenco fixo, Olívia Soares em Esquadra de Polícia RTP 1998-1999
- Actriz convidada em Diário de Maria, RTP 1998
- Elenco fixo, Isabel em Ballet Rose, RTP 1997-1998
- Actriz convidada em Médico de Família, SIC 1997
- Voz Off do programa 2001, RTP 1997
- Actriz convidada na sitcom Senhores Doutores, SIC 1997
- Elenco fixo, Paula Vieira - anos 60 em Filhos do Vento, RTP 1996/1997
- Actriz convidada, em Polícias, RTP 1996
- Elenco fixo, Marta Barbosa em Roseira Brava, RTP 1995
- Actriz convidada, Nassar em Major Alvega, RTP 1994
- Elenco fixo em A Árvore, RTP 1991

## Teatro
- Desastres, 1993

## Filmografia
- A Sombra dos Abutres, 1997